# Браян Клаф
Браян Клаф (англ. Brian Clough, * 21 березня 1935, Мідлсбро — † 20 вересня 2004, Дербі) — англійський футболіст, нападник. По завершенні ігрової кар'єри — футбольний тренер.
Як гравець насамперед відомий виступами за клуби «Мідлсбро» та «Сандерленд», а також національну збірну Англії. Як тренер насамперед відзначився багаторічною роботою на чолі команди клубу «Ноттінгем Форест», привівши її до низки перемог у національних та європейських турнірах.

## Клубна кар'єра
Вихованець футбольної школи клубу «Мідлсбро». Дорослу футбольну кар'єру розпочав 1955 року в основній команді того ж клубу, в якій провів шість сезонів, взявши участь у 212 матчах чемпіонату. Більшість часу, проведеного у складі «Мідлсбро», був основним гравцем атакувальної ланки команди. У складі «Мідлсбро» був одним з головних бомбардирів команди, маючи середню результативність на рівні 0,93 голу за гру першості.
1961 року перейшов до клубу «Сандерленд», за який відіграв 3 сезони. Граючи у складі «Сандерленда» також здебільшого виходив на поле в основному складі команди. В новому клубі був серед найкращих голеодорів, відзначаючись забитим голом майже у кожній грі чемпіонату. Завершив професійну кар'єру футболіста виступами за команду «Сандерленд» у 1964 році

## Виступи за збірні
Протягом 1957—1958 років залучався до складу молодіжної збірної Англії. На молодіжному рівні зіграв у 3 офіційних матчах, забив 1 гол.
1957 року захищав кольори другої збірної Англії. У складі цієї команди провів 1 матч і забив 1 гол.
1959 року дебютував в офіційних матчах у складі національної збірної Англії. Протягом кар'єри у національній команді, яка тривала усього 1 рік, провів у формі головної команди країни 2 матчі.

## Кар'єра тренера
Розпочав тренерську кар'єру невдовзі по завершенні кар'єри гравця, 1965 року, очоливши тренерський штаб клубу «Гартлпул Юнайтед».
Надалі очолював команди клубів «Дербі Каунті», «Брайтон енд Гоув» та «Лідс Юнайтед».
Останнім місцем тренерської роботи був клуб «Ноттінгем Форест», команду якого Браян Клаф очолював як головний тренер майже два десятиріччя до 1993 року.
Помер Браян Клаф 20 вересня 2004 року в Дербі від раку шлунка.

## Титули і досягнення

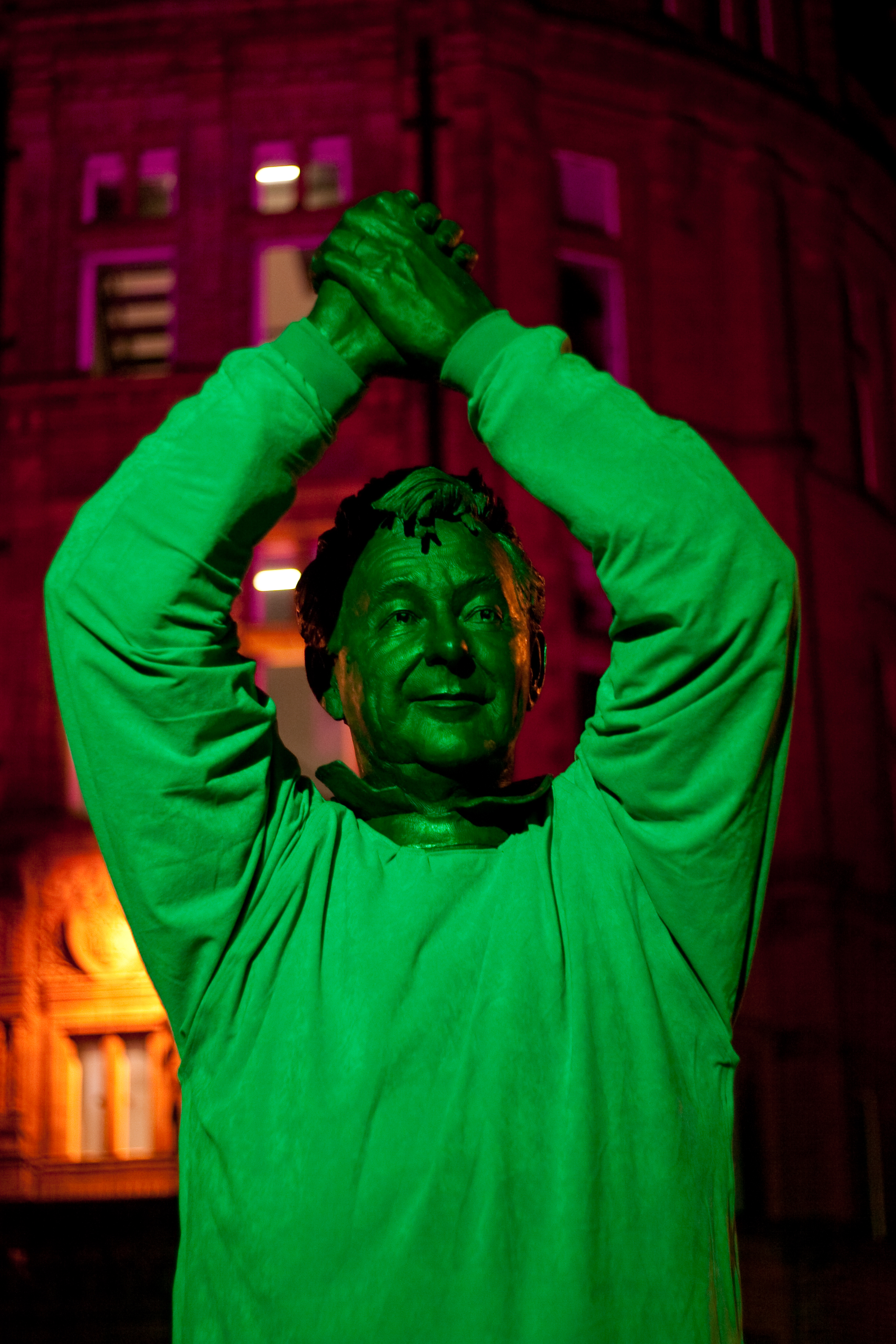
Пам'ятник Браяну Клафу в Ноттінгемі.

### Як тренера
- Чемпіон Англії (2):

«Дербі Каунті»: 1971-72: «Ноттінгем Форест»: 1977-78
- Володар Кубка англійської ліги (4):

«Ноттінгем Форест»: 1977-78, 1978-79, 1988-89, 1989-90
- Володар Суперкубка Англії з футболу (1):

«Ноттінгем Форест»: 1978
- Володар Кубка чемпіонів УЄФА (2):

«Ноттінгем Форест»: 1978-79, 1979-80
- Володар Суперкубка Європи (1):

«Ноттінгем Форест»: 1979

### Індивідуальні досягнення
- Найкращий тренер в історії футболу — 3 місце (ESPN)[3]
- Найкращий тренер в історії футболу — 15 місце (France Football)[4][5][6]
- Найкращий тренер в історії футболу — 17 місце (World Soccer)[7][8]